# Hwarang
Hwarang – grupa młodych arystokratów w dawnej Korei wychowywanych do późniejszej służby państwu.

## Nazwa i pochodzenie
Nazwa hwarang oznacza po koreańsku „kwiat młodości” lub „kwiat młodego rycerstwa”.
Grupę hwarangów utworzono w państwie Silla przed zjednoczeniem trzech królestw (668 n.e.). Najprawdopodobniej zaczątki hwarangu sięgają czasów plemiennych, kiedy to grupy młodzieży przygotowywano do służby państwu podczas wojny. Bezpośrednie założenie hwarangu przypisuje się królowi Jinheung Taewang (Chin Heung lub Chinhŭng), który wstąpił na tron państwa Silla w 540 n.e. Hwarangowie przestali istnieć wraz z końcem dynastii Silla w roku 935 n.e.

## Filozofia buddyjska a hwarangowie
Na edukację hwarangów duży wpływ miał buddyzm, mocno przesiąknięty taoizmem i miejscowym animizmem oraz przede wszystkim konfucjanizmem, który wyznaczał stosunki społeczne w ówczesnej Korei. Ta organizacja została poświęcona buddzie Mireuk (Mirŭk) (sanskryckie: Maitreya) a buddyjscy mnisi często nauczali młodzież wpajając jej wartości filozoficzne oraz postawę miłosierdzia i współczucia.
Pod wpływem ducha buddyzmu, hwarangowie przyjęli własny kodeks etyczny, stworzony przez mnicha Wŏngwanga około 602 roku n.e. Pięć głównych zasad kodeksu hwarangów (po koreańsku sesok ogye, 세속 오계, 世俗五戒) to:
- lojalna służba władcy (Coo kay yea chung sung ha go),
- wypełnianie obowiązków wobec rodziców z szacunkiem i czcią (Poo Mo Yea Hyo Doe Ha Go),
- wierność towarzyszom (Pungo yu shin ha go),
- odwaga wobec ataków wroga (Imm jun moo tay ha go),
- zakaz zabijania jakiegokolwiek stworzenia z wyjątkiem obrony lub w celu przeżycia (Sal sang yu tek hunda).

Według legendy, Wŏngwang przekazał nauki buddyjskie dwóm wtajemniczonym (o imionach Kwisan i Chunchang), którzy włączyli je do kodeksu postępowania hwarangów. Współczesne koreańskie sztuki walki, głosząc swoją historię, często przytaczają pięć zasad tego kodeksu.
Kodeks ten obejmował również 9 cnót, tj.: humanitaryzm, sprawiedliwość, uprzejmość, mądrość, wiarę, dobroć, prawdomówność, lojalność oraz odwagę.

## Edukacja hwarangów
Organizacja hwarangów kształtowała przyszłe życie swych członków. Stanowili elitarną grupę młodych chłopców edukowanych dla zajęcia stanowisk w Korei w drugiej połowie panowania dynastii Silla. Celem ich edukacji było rozwinięcie rycerskiego ducha młodzieży oraz przede wszystkim przygotowanie jej jak najlepiej do zajęcia stanowisk państwowych w honorowy, powściągliwy, dostojny i odważny sposób. Hwarangwie uczestniczyli więc w pewnego rodzaju kursie przygotowawczym.
Celem edukacji hwarangów był rozwój moralny oraz kultywowanie ducha i zdrowia młodzieży dynastii Silla. Edukacja skupiała się głównie na filozofii, klasycznej chińskiej literaturze i religii. Hwarangowie zajmowali się też rytualnymi pieśniami i tańcem, ćwiczono ich w sztukach wojennych.
Aby wstąpić do korpusu hwarangów należało spełniać rygorystyczne warunki: być szlachetnie urodzonym, wykształconym, czystego umysłu i ducha oraz reprezentować piękno i siłę fizyczną.
Członków hwarangu zachęcano do podróżowania po całym półwyspie koreańskim. W trakcie tych podróży mieli dowiadywać się o regionach i ludziach Korei oraz poznać piękno swego kraju. Podczas podróży członkowie hwarangu również ćwiczyli swoje ciała z naciskiem na rycerski duch.
Ten rodzaj edukacji był skuteczny. Hwarangowie stali się przykładem wszystkiego, co najlepsze w koreańskim wzorcu wychowawczym przez ponad 1000 lat.

## Sztuki walki w hwarangu
Żadne zapisy nie przedstawiają szczegółowo sztuki walki praktykowanej w hwarangu. Badacze nie ustalili, czy hwarangowie mieli specjalne określenie na swoje techniki walki bronią. Sztuki wojenne uprawiane przez nich, to głównie władanie mieczem, łucznictwo i walka włócznią, przy czym szczególny nacisk kładziono na łucznictwo.
Grupie hwarangów powszechnie przypisuje się ćwiczenie sztuk walki kwonbop, subak i taekkyeon.
Podczas panowania dynastii Silla nastąpił wielki rozwój chińskich sztuk walki (po koreańsku kwonbop – odpowiednik chińskiego chuanfa). Koreańczycy przez poprzednich kilkaset lat nazywali swoje umiejętności uderzania gołymi rękami i chwytów subak. Najprawdopodobniej więc w hwarangu ćwiczono subak i chińskie sztuki walki. Nie można jednak tego stwierdzić jednoznacznie.
Historyczny hwarang nie ma bezpośredniego związku z taekwondo ani z innymi współczesnymi sztukami walki w Korei.

## Hwarang w kulturze
O hwarangu krążyło wiele legend. Odegrały one podobną rolę w Korei, jak legendy o królu Arturze w Anglii. Legendy były bardzo sugestywne, dlatego istnienie hwarangu wydaje się lepiej udokumentowane.
Na idee głoszone w hwarangu niejednokrotnie powołują się współcześni praktycy koreańskich sztuk walki, wywodząc ich zasady z pięciu zasad kodeksu hwarangów. Mimo legend, nie ma historycznego usprawiedliwienia powszechnego poglądu, że hwarangowie mają taki związek z współczesnymi sztukami walki jak samurajowie w Japonii, gdyż dostępne źródła nie potwierdzają tej opinii. Wszelako mistrzowie sztuk walki uważają, że przed istnieniem hwarangu, koreańskie sztuki walki pozbawione były wymiaru filozoficznego, dopiero poświęcenie hwarangu buddzie Mirŭkowi (skt. Maitreya) przyczyniło się do zmiany. Według Choi Hong Hi subak uzyskał nowy wymiar przez wchłonięcie zasad hwarangu, a nowa idea wzniosła prostą walkę na nogi do poziomu sztuki.
Od nazwy hwarang pochodzi nazwa sztuki walki hwarangdo oraz nazwa jednego z układów formalnych w taekwondo ITF i GTF.
Do hwarangu nawiązują organizacje harcerskie lub skautowskie w Korei.

## Struktura hwarangu
Szeregowi wojownicy nazywani byli rang do. Dowódcami oddziałów byli hwa rang – mistrzowie sztuk walki, dowodzący od 500 do 5000 wojowników. Wodzem naczelnym korpusu był ku son – mistrz sztuk walki.

## Nieporozumienia dotyczące hwarangu i sprostowania
Hwarangowie nie tworzyli klasy wojowników. Mogli zostać regularnymi żołnierzami, lecz dopiero po opuszczeniu hwarangu. Hwarang nie był częścią armii Silli. W przeciwieństwie do samurajów, nie tworzyli osobnej klasy społecznej. Przynależność do hwarangu nie była dziedziczna. Nie kładli głównego nacisku na walkę wręcz, lecz raczej szkolono ich w łucznictwie i szermierce. Hwarang nie był ich drogą życia: opuszczali go, gdy stawali się starsi. Przypominali nieco japońskich yamabushi, trenując w górach i na pustkowiach. Nie byli jednak mnichami i nie pozostawali w górach. Pomimo zasad, jakimi się kierowali hwarangowie, sytuacja w ówczesnej Korei oraz legendy świadczą o tym, że brali udział w walkach.
Historyczny hwarang nie ma bezpośredniego związku z taekwondo ani z innymi współczesnymi sztukami walki w Korei. W roku 1960 bracia Lee Joo-bang i Lee Joo-sang otworzyli pierwszą szkołę walki hwarangdo w Korei. Choć nazwa upamiętniała hwarang, bracia Lee uczyli się yusul, koreańskiej walki podobnej do jiu-jitsu i prawdopodobnie hapkido od buddyjskiego mnicha Suahm Dosa, mieszkającego w świątyni Yang Mi Ahm niedaleko Seulu.